# Shu Ya
Shu Ya (chiń. trad. 舒雅; pinyin Shū Yǎ, ur. ok. 940 w powiecie She 歙, zm. 1008) – chiński uczony i nadworny doradca, pochodzący z Państwa Południowego Tang. Otrzymał tytuł 状元 – zhuangyuan, z racji uzyskania najwyższego wyniku na najwyższym stopniu egzaminów.

## Życiorys
Urodził się w prefekturze Xin’an (chiń. 新安), w dzisiejszym Anhui. Dorastał i odbierał edukację na terenie państwa Południowego Tang, po czym służył temu królestwu. W czasie panowania południowych Tang uzyskał najwyższy stopień w egzaminach – jinshi (chiń. 進士). Służąc zaś dynastii Song, uczony spędził większość kariery w stolicy. Doradzał cesarzom z dynastii Song – Taizongowi i Zhenzongowi, wraz z urzędnikami takimi jak Lü Wenzhong i Zhang Bing. Był odpowiedzialny za skompilowanie Wenyuan yinghua – 文苑英 華 (Najwyśmienitszego Kwiecia z Ogrodu Literatury). W czasach panowania cesarza Taizonga zredagował m.in. Zapiski historyka, Księgę Hanów i Księgę Późniejszych Hanów. Pracował też nad konfucjańskimi klasykami, takimi jak Dialogi konfucjańskie oraz Rytuały Zhou. Działał też w końcu X wieku w zespole kompilatorów pracującym nad 疏義 – shuyi – komentarzami i objaśnieniami do siedmiu dzieł klasycznych. W 1003 r. został prefektem 舒州 – Shuzhou (w dzisiejszym Anhui). Poprosił, by pozostawiono go w tej prefekturze, oraz, aby przyznano mu stanowisko zarządcy taoistycznego klasztoru Lingxian (靈仙觀 – Lingxianguan) w regionie góry Qian (灊山 – Qianshan). Wniósł o pozwolenie, by na emeryturze pozwolono mu przebywać nie na ojczystym południu, lecz w Kaifengu. Służył tam przez wiele lat w bibliotekach historiograficznych. Zmarł w 1008 roku.

## Wzmianka w innych dziełach
Shu Ya został wspomniany w twórczości działającego m.in. za panowania Renzonga uczonego i urzędnika Song Shou. Jego prace zachowały się dzięki zbiorowi prac skompilowanemu w czasach dynastii Ming – 新安文獻志 (Xin’an wenxian zhi). Biografia Shu Ya znajduje się również w Historii Song opracowanej przez Toqto’a i Alutu w czasach dynastii Yuan.